# Bola del Mundo
La Bola del Mundo (o Alto de las Guarramillas -  2265 m s.l.m.) è una montagna della Sierra de Guadarrama, appartenente al Sistema Centrale, situata sul confine tra le province spagnole di Madrid e Segovia, la montagna più occidentale della catena montuosa della Cuerda Larga: nei pressi della vetta, sul versante est, si trova il Ventisquero de la Condesa, una zona con sorgenti che costituiscono la fonte del fiume Manzanarre; sulla cima vi sono alcune antenne per l'emissione del segnale di radio e televisione e la sua ripetizione verso il versante nord della Sierra de Guadarrama.

## Etimologia
L'origine del nome "Bola del Mundo" (mappamondo) è poco conosciuta e abbastanza recente, dato che apparve con l'installazione delle antenne ripetitrici del segnale radiotelevisivo alla fine del XX secolo. In quei tempi le uniche antenne installate erano quelle del canale La1 e l'unico programma che veniva mandato in onda era "La bola del Mundo". "Alto de Guarramillas" fa parte delle "Guarramas", un insieme di elementi di rilievo situato nei dintorni di questa montagna. "Guarramas" è un toponimo che deriva dalla parola medievale "Guadarramiellas", che a sua volta deriva da "Guadarrama", il nome della catena a cui appartiene la montagna.

## Descrizione

### Posizione

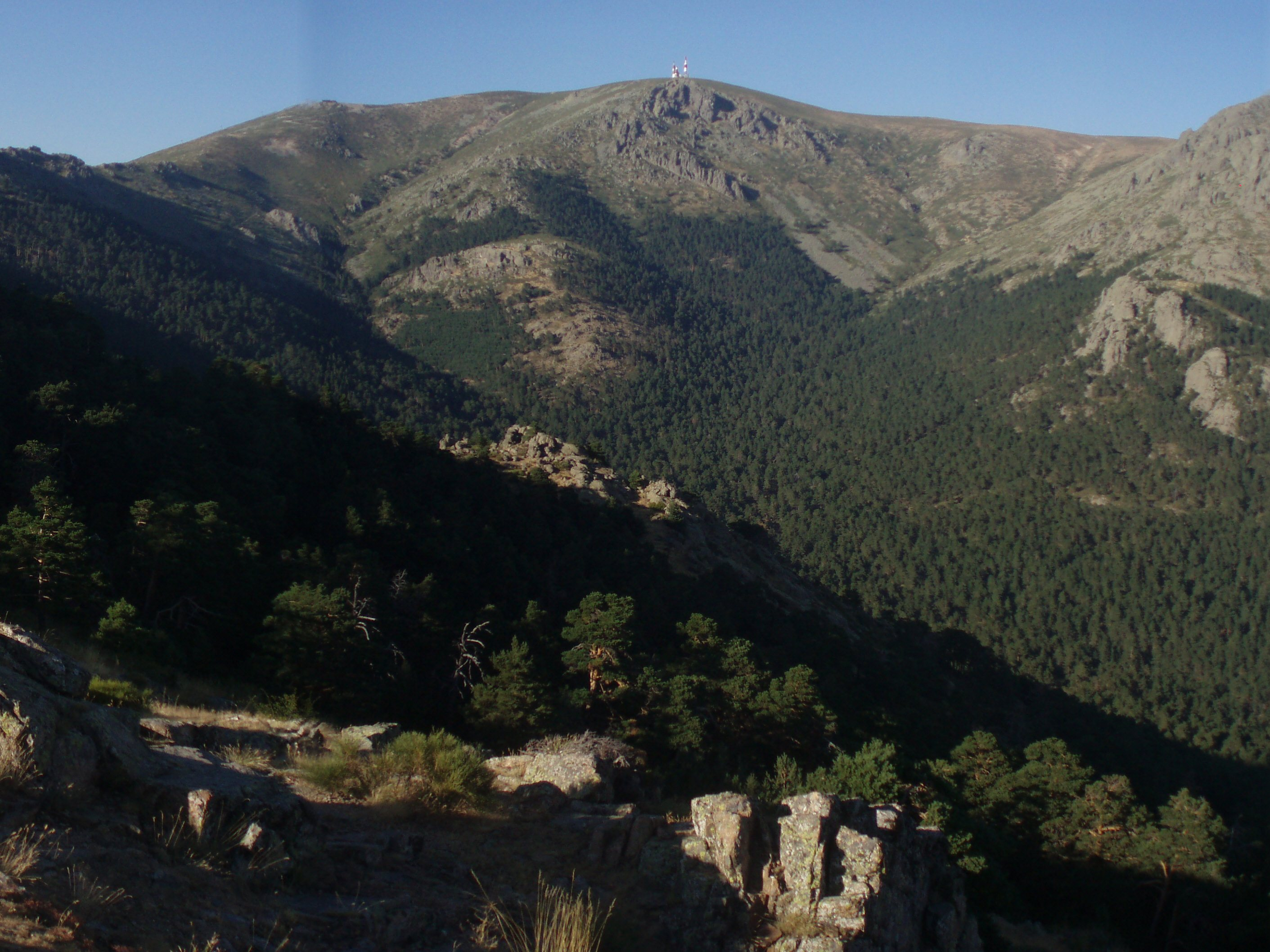
Lato sudovest della Bola del Mundo vista dal mirador de Las Canchas.

La Bola del Mundo è la montagna più occidentale della Cuerda Larga e si situa nella zona centrale della Sierra de Guadarrama, circondata sul versante sud dal picco di La Maliciosa (2227 m) e dalla valle de la Barranca, a ovest dal Puerto de Navacerrada (1858 m) e ad est il resto della Cuerda Larga. A nord della cima parte una piccola catena, chiamata Loma del Noruego, che separa le valli di Valsaín, a ovest, e del Lozoya, a est. Nelle vicinanze della vetta, sul versante nordest, si trova la stazione sciistica di Valdesquí. Ugualmente, la stazione del Puerto de Navacerrada si situa sul versante occidentale. Presso la cima, a circa 2 000 metri di altitudine, nel versante sudest, si trova il Ventisquero de la Condesa, una zona dove vi sono varie sorgenti che si uniscono per formare il fiume Manzanarre.

### Ascensione

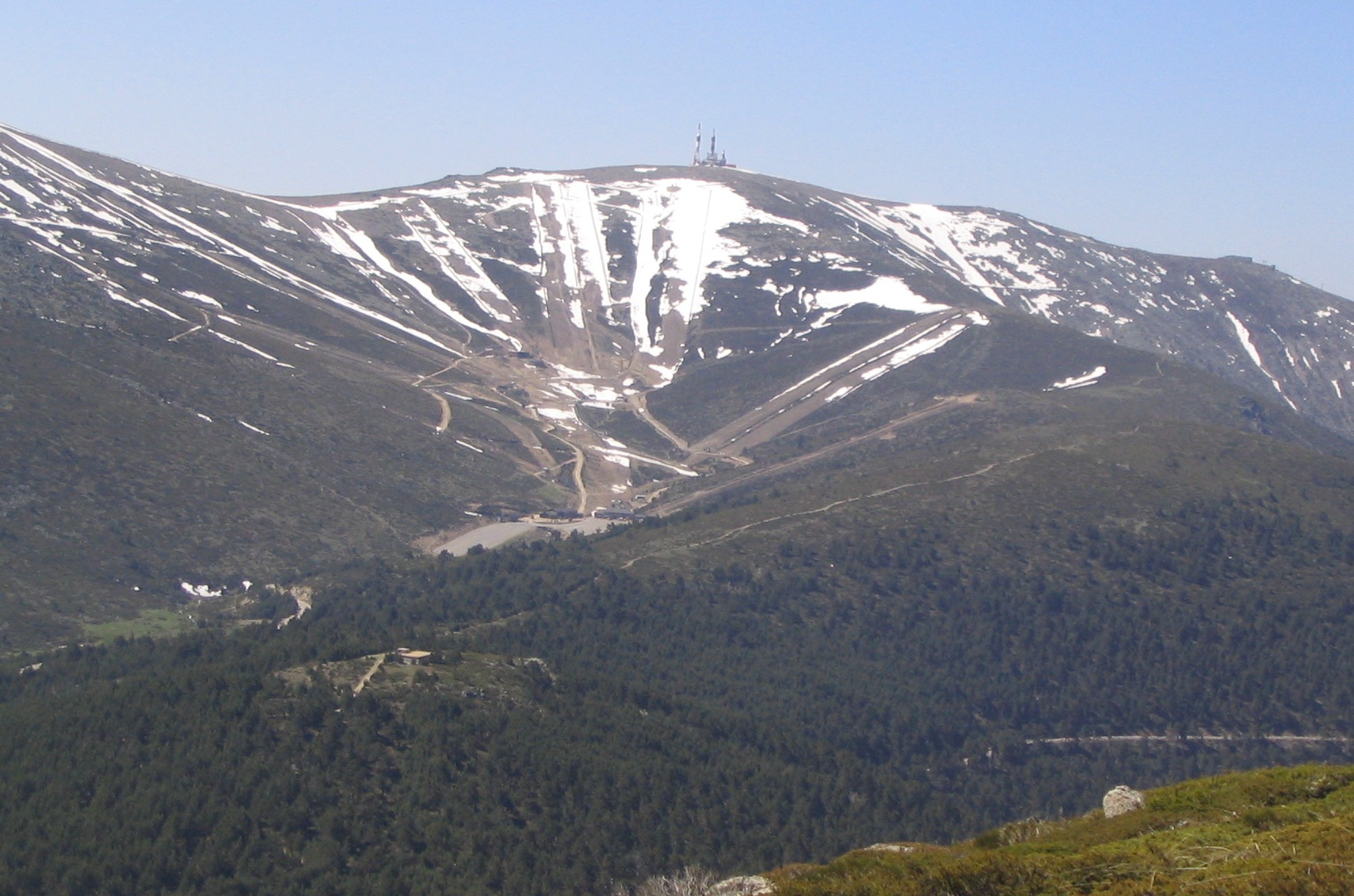
Vista del versante nord della Bola del Mundo dal Parque Natural de Peñalara. Foto scattata in primavera.

Questa montagna è una di quelle che presentano un accesso tra i più semplici e brevi di tutta la catena, e per questo è comune trovare bambini ed anziani in vetta. La salita non presenta nessuna difficoltà tecnica. L'unica difficoltà è costituita dalla possibile presenza di neve e gelo che si accumulano sul sentiero in inverno e ad inizio primavera.
L'accesso più rapido alla cima è attraverso una pista forestale di calcestruzzo che parte dal Puerto de Navacerrada (1858 m) e che sale per la cresta ovest fino a raggiungere la cima dopo circa 40 minuti di marcia. A metà del cammino, ad una quota di 2 170 metri, si trova Dos Castillas, dove c'è un bar ristorante e la stazione di arrivo della seggiovia che parte dal Puerto de Navacerrada. Rimane aperto tutti i giorni d'inverno e nei fine settimana nei mesi fuori dalla stagione sciistica.

### Telecomunicazioni

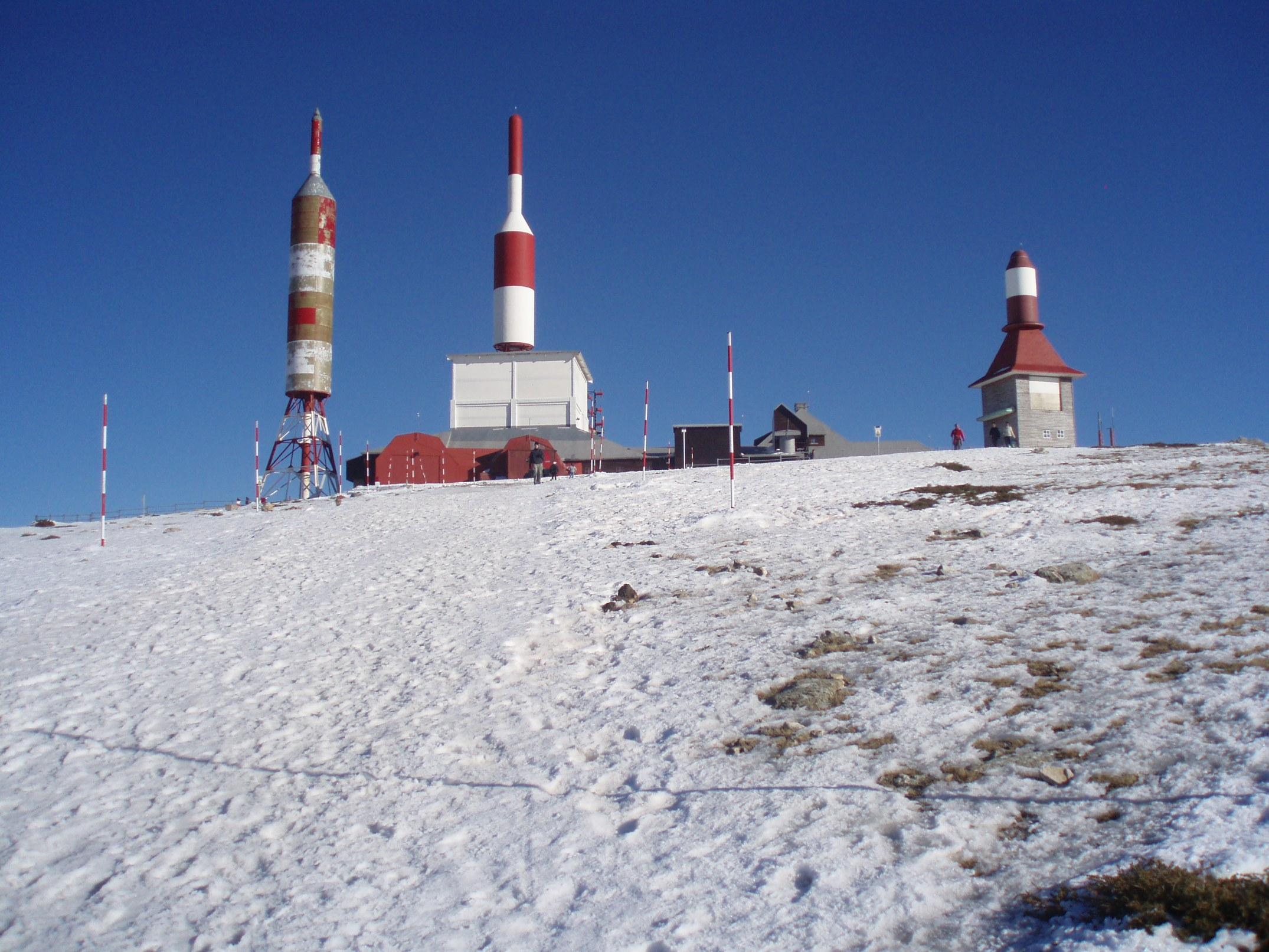
Antenne della televisione e della radio sulla cima della Bola del Mundo.

Le grandi antenne sulla sommità sono ricoperte da un radome riscaldato a forma di missile che le protegge dal gelo, sono visibili da una distanza di svariati chilometri e costituiscono la maggiore peculiarità di questa montagna, che è di accesso molto facile partendo dal Puerto de Navacerrada. Attualmente il numero di antenne si è ridotto di molto dopo che in diverse occasioni sono state abbattute dai forti venti che interessano la zona, e non si esclude che in futuro spariranno completamente quando perderanno la loro funzione e saranno sostituite da telecomunicazioni satellitari.

## Ciclismo
Il 16 dicembre 2009 venne reso pubblico il tracciato della Vuelta a España 2010 dove la Bola del Mundo fu designata sede di arrivo di tappa per la prima volta nella storia della corsa. La 20ª tappa si è disputata sabato 18 settembre 2010 partendo da San Martín de Valdeiglesias (Comunità di Madrid) su una distanza di 169 km con quattro gran premi della montagna, uno di terza categoria, due di prima e l'arrivo alla Bola del Mundo di categoria speciale. Il vincitore di tappa è stato lo spagnolo Ezequiel Mosquera davanti all'italiano Vincenzo Nibali leader della classifica finale. Mosquera fu successivamente squalificato per doping e la vittoria assegnata a Nibali. La Bola del Mundo è tornata essere scenario di arrivo di tappa nella Vuelta a España 2012. Il russo Menchov è stato il primo a tagliare il traguardo, mentre Contador ha ipotecato la maglia rossa.